# Яковлев, Борис Григорьевич
Бори́с Григо́рьевич Я́ковлев (1931—2011) — советский и российский литературовед, литературный критик, журналист, писатель и публицист. Кандидат филологических наук, профессор. Заслуженный работник культуры Российской Федерации.

## Биография
Родился в 1931 году в деревне Ургуш Караидельского района.
Окончил Аскинскую среднюю школу.
Проходил службу на Военно-морском флоте СССР в качестве матроса-минёра, а после окончания в 1955 году Киевского высшего военно-морского политического училища стал лейтенант корабельной службы и политическим работником — секретарём комсомольского бюро на эскадренном миноносце «Степенный». Также был мичманом и стажёром пропагандиста на крейсере «Михаил Кутузов». Демобилизовался в 1957 году по состоянию здоровья.
Был редактором ростовской молодёжный газеты «Комсомолец».
С отличием окончил историко-филологический факультет Ростовского государственного университета.
В 1963 году поступил в аспирантуру Академии общественных наук при ЦК КПСС. Окончил её 1966 году по кафедре литературоведения, искусствознания и журналистики. Тогда же под научным руководством С. М. Петрова защитил диссертацию на соискание учёной степени кандидата филологических наук по теме «Люди науки в современной советской художественной прозе». В своих воспоминаниях Яковлев отмечал, что мог не поступить в аспирантуру из-за «тройки» за реферат о роли В. В. Стасова в развитии русского изобразительного искусства, поскольку работа попала на проверку к искусствоведу и критику Г. А. Недошвин, однако всё решила встреча с ректором академии Ю. П. Францевым, который ранее присутствовал на вступительном экзамене по философии и похвалил Яковлева, и покровительство второго секретаря Ростовского областного комитета КПСС М. К. Фоменко. Хотя и признавал: «И сделал совершенно правильно, поскольку я по незнанию обошёл (по распространённой тогда традиции) негативные моменты в творчестве знаменитого в XIX веке художественного критика и учёного, неоднократно принимавшего в штыки талантливых мастеров, творческие поиски которых считал вредными модернистскими увлечениями. К тому же я невнимательно прочел машинописный вариант реферата, не заметив, что дипломная работа И. Е. Репина была названа „Похищением дочери Наира“, между тем как надо было — Иаира. Для меня это был хороший урок».
В разные годы находился на комсомольской и партийной работе, был инструктором в секторе газет отдела пропаганды ЦК КПСС.
Заместитель главного редактора журналов «Журналист» и «Литературное обозрение», главный редактор научно-педагогического журнала «Высшее образование в России». Был составителем альманаха «Журналисты XX века»
Первый секретарь Правления Союза журналистов СССР, член Союза журналистов России и член Союза писателей России.
В 1971 году принял предложение декана факультета журналистики МГУ Я. Н. Засурского стать преподавателем, из-за того, что «произошло некоторое отчуждение от учительской профессии» Яковлев решил «не согласился сразу выставить себя в качестве преподавателя факультета журналистики, а решил поработать ассистентом на полставки», хотя в итоге «проработал полтора десятка лет без перерыва». Пять лет проработал в Московском институте детей-инвалидов с нарушениями церебральной системы (Московский государственный социально-гуманитарный институт). Также являлся заведующим кафедрой тележурналистики Всесоюзного института повышения квалификации работников телевидения и радиовещания Государственного комитета СССР по телевидению и радиовещанию, заведующим кафедрой журналистского мастерства Всесоюзного института повышения квалификации работников печати и полтора года был профессором журналистики Московского государственного педагогического университета имени М. А. Шолохова и Московского социально-гуманитарного института. В Центральном доме журналиста проходили творческие встречи Бориса Яковлева с учениками Школы тележурналистики, рекламы и паблик рилейшнз (в н.в. Школа журналистики имени Владимира Мезенцева).
Автор семи книг, а также сотен статей, очерков и эссе.
Похоронен на Домодедовском кладбище.

## Семья
- Первая жена — Галина Петрочук[4]
  - Старшая дочь — Ирина, кандидат медицинских наук, менеджер в киевской фармацевтической фирме[4].  
    - Внучка — Ольга, окончила факультет журналистики МГУ, спортивный журналист «Первого канала»[4]
- Вторая жена — Ида Борисовна Яковлева[4].
  - Младшая дочь — Анастасия[4]

## Награды
- Орден Почёта[3]
- Заслуженный работник культуры Российской Федерации[3]
- Лауреат премии московских журналистов «Золотое перо»[3]
- Специальный дипломом Союза журналистов России в номинации "Публикации по проблемам науки и образования" (2003)[7][9]

## Сочинения

### Книги
- Яковлев Б. Г. Союз формул и метафор. — М.: Молодая гвардия, 1975. — 157 с.
- Яковлев Б. Г. Литература в эпоху НТР. — М.: о-во "Знание" РСФСР, 1979. — 40 с. — (В помощь лектору / О-во "Знание" РСФСР, Науч.-метод. совет по пропаганде лит. и искусства).
- Яковлев Б. Г. Во имя человека. — М.: о-во "Знание" РСФСР, 1981. — 38 с.
- Яковлев Б. Г. Библиографическая работа в прессе : Учеб.-метод. пособие для студентов фак. журналистики гос. ун-тов. — М.: Изд-во МГУ, 1984. — 55 с.
- Яковлев Б. Г. Испытание правдой : (Советская литература в борьбе за психологическую перестройку масс, нравственное здоровье народа). — М.: о-во "Знание" РСФСР, 1987. — 38 с. — (В помощь лектору. О-во "Знание" РСФСР, Секция пропаганды худож. культуры).
- Яковлев Б. Г. Записки счастливого неудачника. — М.: Новый ключ, 2011. — 256 с. — ISBN 978-5-7082-0337-3.
- Яковлев Б. Г. Журналистское моё счастье / ред.-сост. Ида Яковлева, Валерий Лысенко. — М.: Астрея-центр, 2015. — 479 с. — 200 экз. — ISBN 978-5-903311-14-9.

### Статьи
- Яковлев Б. Г. Под знаком партийности, в союзе с наукой // Вестник МГУ. Сер. «Журналистика»
- Яковлев Б. Г. Наш современник Гоголь (к 200-летию со дня рождения) // Высшее образование в России. 2009. № 3. С 160—165.